# Kattumannarkoil
Kattumannarkoil är en ort i Indien.   Den ligger i distriktet Cuddalore och delstaten Tamil Nadu, i den södra delen av landet, 1 900 km söder om huvudstaden New Delhi. Kattumannarkoil ligger 10 meter över havet och antalet invånare är 22 683.
Terrängen runt Kattumannarkoil är mycket platt, och sluttar österut. Runt Kattumannarkoil är det tätbefolkat, med 982 invånare per kvadratkilometer. Närmaste större samhälle är Chidambaram, 19,9 km nordost om Kattumannarkoil. Trakten runt Kattumannarkoil består till största delen av jordbruksmark.